# Sömnstörningar
Sömnstörningar (Sleep Wake Disorders) är problem relaterade till sömnen, till exempel sömnlöshet, sömnapné (sömnrelaterade andningsproblem), mardrömmar och hypersomni (onormalt stort sömnbehov). Sömnstörningar kan ha organiska eller psykiska orsaker.

## Organiska sömnstörningar
Sömnstörningar innefattar alla problem som är relaterade till sömnen, däribland problem att somna, problem att vakna under sömnen, hypersomni, förskjutningar i dygnsrytmen, sömnapné, narkolepsi, kataplexi och Kleine-Levins syndrom. Sådana sömnproblem kan bero på förändringar i nervsystemet, endokrina rubbningar, biverkning av läkemedel med mera.

## Psykiska sömnstörningar
Psykiskt betingade sömnstörningar innefattar problem som beror på det psykiska tillståndet, däribland icke-organisk sömnlöshet, icke-organisk hypersomni, icke-organisk störning av dygnsrytmen, somnambulism (sömngång) och mardrömmar. Sömnstörningar är vanliga symtom vid psykisk ohälsa. Vanligast är det vid affektiva störningar (inklusive depressioner), vid posttraumatisk stress (i synnerhet hos kvinnor efter sexuella övergrepp) och ångeststörningar (till exempel generaliserat ångestsyndrom).

## Sömnproblem
Nästan var fjärde kvinna och var femte man upplever sömnproblem varje vecka på grund av sitt arbete. Problemet är vanligast bland gymnasielärare, där 47 procent av kvinnorna och 30 procent av männen har sömnsvårigheter varje vecka. Se mer under "Sömnlöshet".

## Arbetsmiljöns betydelse

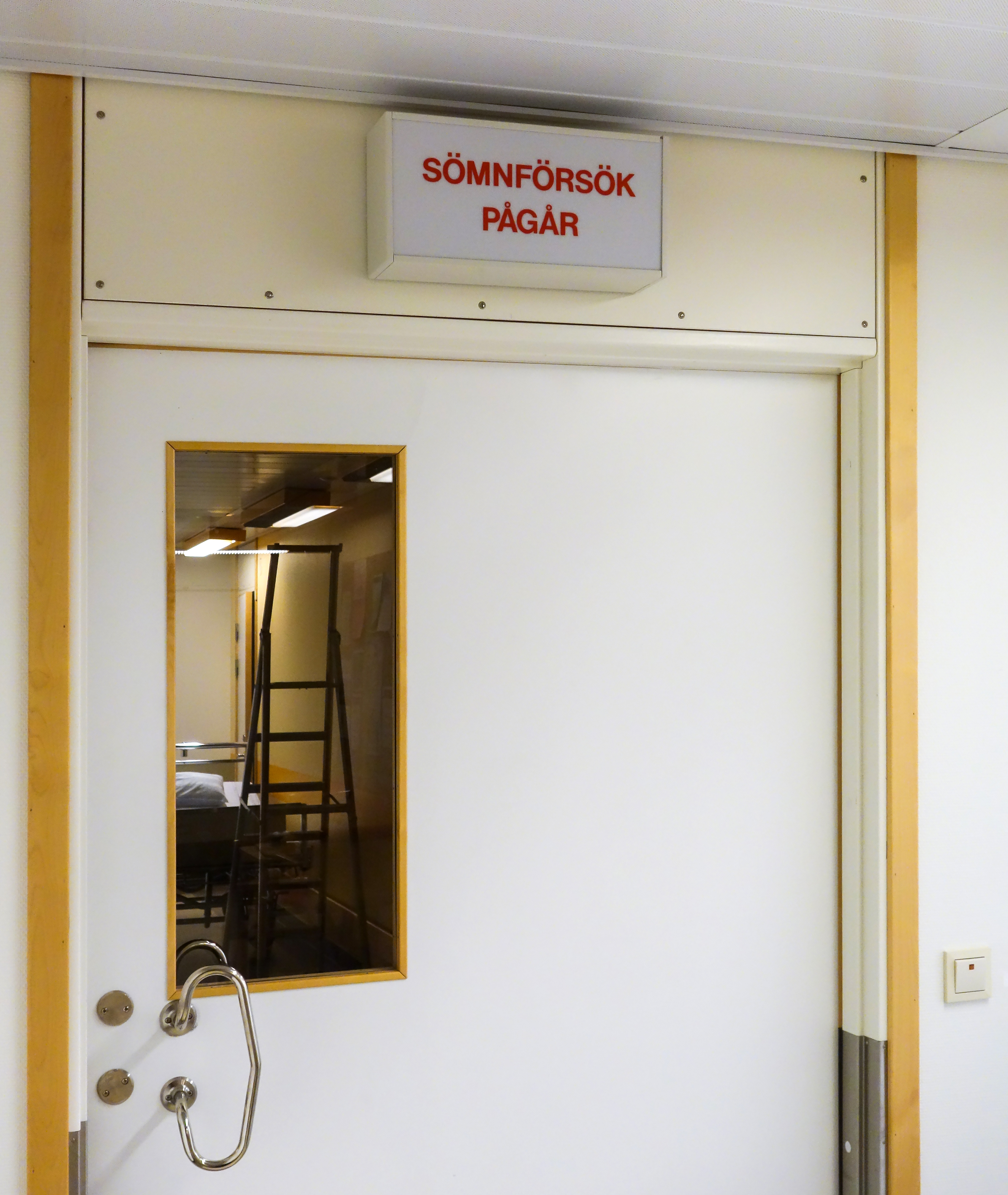
Rum för sömnstudier, Norra Älvsborgs länssjukhus, Trollhättan

En systematisk översikt från SBU som undersökt arbetsmiljöns betydelse för sömnstörningar visar att det finns faktorer i arbetsmiljön som har ett samband med sömnstörningar. Den forskning som studerar samband mellan arbetsmiljö och sömnstörning är främst inriktad på betydelsen av organisatoriska och psykosociala faktorer i arbetet. Det finns vetenskapligt underlag för att följande gäller på gruppnivå:
- Personer som har gott medmänskligt stöd i arbetsmiljön, möjlighet till kontroll över det egna arbetet eller som behandlas rättvist har mindre sömnstörningar än andra. För var och en av dessa faktorer visar forskningen på samband med lägre förekomst av sömnstörning.[6]
- Personer som har höga arbetskrav, psykiskt ansträngande arbete eller utsätts för mobbning på arbetsplatsen har mer sömnstörningar än andra. Även de som har en situation där belöningen (t.ex. lönen eller omgivningens uppskattning) är låg eller inte står i proportion till ansträngningen har mer sömnstörningar. För var och en av dessa faktorer visar forskningen på samband med högre förekomst av sömnstörning.[6]
- Personer som arbetar skift har mer sömnstörningar. Samband mellan skift och sömnstörningar visar sig även i minskad förekomst av sömnstörningar för dem som slutar arbeta skift. För övriga aspekter av arbetstid går det inte att avgöra om det finns något samband med störd sömn.[6]

Studierna presenterar sällan resultaten från ett könsperspektiv, trots att både kvinnor och män ofta ingår i de grupper som undersöks. Det kan därför finnas skillnader mellan könen i olika faktorers betydelse för sömnen som ännu inte påvisats.
På flera områden saknas relevant forskning som motsvarar de kriterier vi har valt för att kunna dra säkra slutsatser. Ibland saknas forskning helt, i andra fall har studierna metodologiska begränsningar och i ytterligare andra fall har studierna lagts upp på ett sätt som inte ger information om förändringar över tid.
- Det behövs mer prospektiv longitudinell forskning av hög kvalitet om samband mellan arbetsmiljö och sömn, dvs forskning där arbetstagarna följs under en längre tid.[6]